# Lac-Beauport
Lac-Beauport es un municipio canadiense situado en la provincia de Quebec.

## Superficie
Lac-Beauport tiene una superficie de 61,73 km².

## Demografía
En 2021, tenía 8164 habitantes, una densidad poblacional de 132,2 hab./km², y 3201 viviendas.